# Ammi majus
La visnaga maggiore (Ammi majus L., 1753) è una pianta appartenente alla famiglia delle Apiacee.
La pianta, che ha grappoli di fiori bianchi simili a merletti, ha un'ampia distribuzione nell'Europa meridionale, nel Nord Africa e nell'Asia centrale e occidentale, anche se si ipotizza che sia originaria della valle del fiume Nilo.

## Descrizione
Ammi majus è una pianta erbacea annuale, o una biennale che si comporta come una annuale, in coltivazione.
Le foglie inferiori sono mono- o bipennate, le foglie superiori bi- o tripennate con lobi seghettati.
L'infiorescenza è ad ombrella composta ed è formata da piccoli fiori bianchi, simili a merletti, che fioriscono in giugno-luglio e fruttificano in luglio-agosto.

## Distribuzione e habitat
A. majus è considerato indigeno dell'Egitto, o di parti dell'Europa e del Medio Oriente/Asia occidentale. Si trova anche sparso nelle isole britanniche, nella Scozia settentrionale e centrale, ed è ampiamente distribuito nella regione del Mediterraneo (compresa l'Europa meridionale e il Nord Africa), nonché nell'Africa occidentale e in Abissinia.

## Usi
In Egitto, intorno al 2000 a.C., il succo di Ammi majus veniva strofinato sulle chiazze di vitiligine dopodiché i pazienti venivano incoraggiati a sdraiarsi al sole. Nel XIII secolo la vitiligine veniva curata con una tintura di miele e i semi polverizzati di una pianta chiamata "aatrillal", che abbondava nella valle del fiume Nilo. Da allora la pianta è stata identificata come A. majus ma il nome commerciale aatrillal è usato ancora oggi per riferirsi alla polvere bruno-giallastra ricavata dai suoi semi.
Ammi majus contiene quantità significative di furanocumarine, bergaptene e xantotossina (nota anche come metoxsalene), due derivati dello psoralene ben noti per i loro effetti fotosensibilizzanti. Infatti, si ritiene che A. majus sia essere la principale fonte mondiale di metoxsalene.
La pratica di utilizzare Ammi majus per trattare la vitiligine riconosce implicitamente gli effetti iperpigmentazione causati dall'esposizione a un agente fotosensibilizzante (come il metoxsalene) seguito da radiazioni ultraviolette. Un eccesso di agente fotosensibilizzante o la successiva esposizione ai raggi UV possono portare a fitofotodermatite, una grave infiammazione della pelle. Nonostante questo pericolo, A. majus viene coltivato per le sue furanocumarine, che vengono ancora utilizzate per il trattamento delle malattie della pelle, in particolare il metoxsalene noto con il nome commerciale Oxsoralen.

## Coltivazione
Come il suo parente stretto Ammi visnaga, A. majus e le sue cultivar si vedono spesso nei giardini dove vengono coltivati da seme annualmente.